# Ōshima Zōsenjo

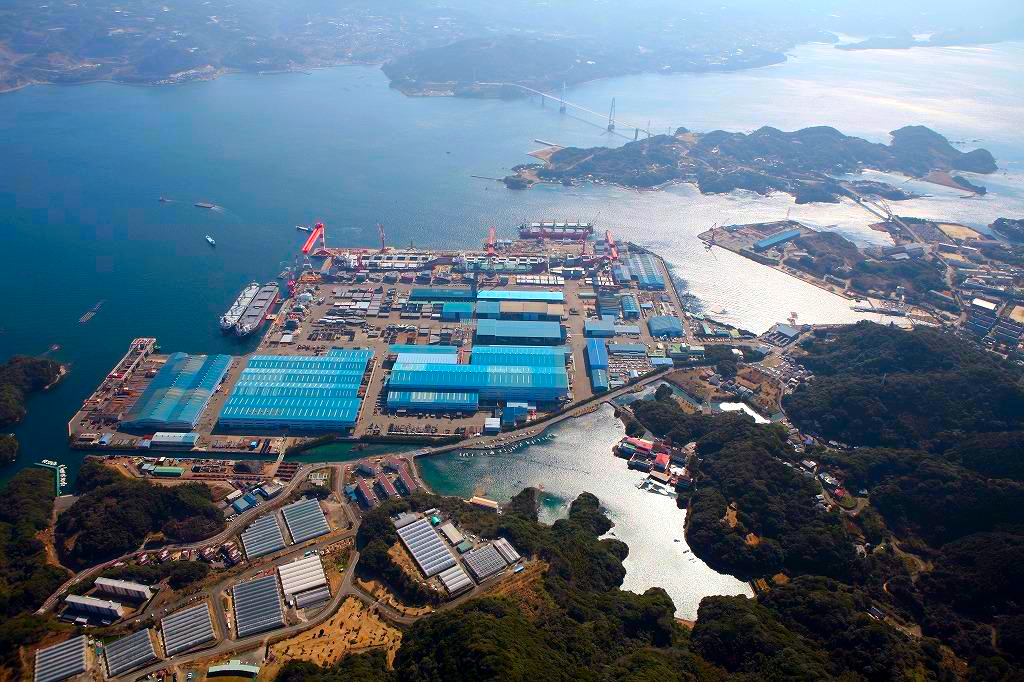
Ōshima Zōsenjo

K.K. Ōshima Zōsenjo (japanisch 株式会社大島造船所, Kabushiki-gaisha ~, dt. „Werft Ōshima“, engl. Oshima Shipbuilding Co., Ltd.) ist ein Schiffbauunternehmen in Saikai, Japan.

## Überblick
Die Werft wurde am 7. Februar 1973 in Ōshima (heute Stadtteil von Saikai) gemeinsam vom Sumitomo-Konzern und der Werft Osaka gegründet. Sie stellt Schiffsneubauten, insbesondere Standardtypen von Massengutschiffen sowie andere Trockenfrachtschiffe, her, führt aber auch Umbauten und Reparaturen durch. Oshima ist bekannt für ihre Standardentwürfe von Massengutschiffen, die häufig in großen Serien produziert werden. Die Werft lieferte im Februar 1975 das erste Schiff ab. Im Februar 1983 wurde das 50., im Januar 1990 das 100. und im Januar 2010 das 500. Schiff abgeliefert.
Neben dem Schiffbau wird auch Brücken-, Maschinen- und Stahlbau betrieben. Darüber hinaus betreibt das Unternehmen mehrere Hotels, baut Tomaten an, stellt Spirituosen her und braut Bier.
Die Werftanlagen in Saikai liegen auf einem 760.000 m² großen Gelände und bestehen neben den vier Baudocks von insgesamt 534 m Länge aus zahlreichen Werkstätten. Neben dem Hauptsitz in Saikai werden Niederlassungen in Tokyo, Osaka und Sasebo betrieben. Daben unterhält Oshima Büros in Fukuoka, Nagasaki, Hiroshima und Okinawa. Es werden 1340 Mitarbeiter (Stand: April 2017) beschäftigt.